# トレバー・グラハム
トレバー・グラハム（Trevor Graham、1964年8月20日 - ）は、ジャマイカ出身の陸上競技指導者である。2003年に未発見だったドーピング用薬物の存在を暴露し、バルコ・スキャンダル発覚のきっかけとなった。自身も禁止薬物を選手に与えていたことで、指導者としての資格を失った。

## 経歴
選手としては、1988年のソウルオリンピックにジャマイカ代表で出場し、4×400mリレーで銀メダルを獲得した（ただし、決勝戦には出場していない。）。指導者としては、スプリント・キャピトルUSAのヘッドコーチを務め、マリオン・ジョーンズ、ティム・モンゴメリ、ジャスティン・ガトリンらを指導した。しかし、バルコ・スキャンダルの渦中で、彼の指導した選手たちがドーピングを行っていた事実が明らかになっていった。

### バルコ・スキャンダル
2003年の夏、グラハムは匿名で米国反ドーピング機関（USADA）に使用済みの注射器を送りつけた。注射器に残っていた物質からアナボリックステロイドのクリア（THG）が発見され、栄養補助食品会社のバルコがドーピング用薬物を製造した疑惑が浮上した。2006年には、ジャスティン・ガトリンが薬物検査で陽性となったことで、彼のコーチであったグラハムにも疑惑が及んだ。さらに、栄養士のアンヘル・ギジェルモ・エレディアが、1996年から2000年にかけて禁止薬物をグラハムに提供したと証言した。グラハムは薬物の使用を否定したが、2008年7月にUSADAから永久資格停止処分を受け、同年10月には偽証罪で1年間の自宅軟禁と5年間の保護観察処分を受けた。
バルコの創業者であるビクター・コンテは、グラハムの指導していた選手がドウェイン・チェンバースに敗れたため、嫉妬心からTHGの存在を暴露したと主張している。グラハムは薬物を提供していた選手をバルコに奪われていた事実もある。